# Thomas Ritchey
Thomas Ritchey (* 19. Januar 1801 im Bedford County, Pennsylvania; † 9. März 1863 in Somerset, Ohio) war ein US-amerikanischer Politiker. Zwischen 1847 und 1849 sowie nochmals von 1853 bis 1855 vertrat er den Bundesstaat Ohio im US-Repräsentantenhaus.

## Werdegang
Noch in seiner Jugend kam Thomas Ritchey nach Somerset in Ohio, wo er die öffentlichen Schulen besuchte. Danach arbeitete er in der Landwirtschaft. Später schlug er als Mitglied der Demokratischen Partei eine politische Laufbahn ein. In den Jahren 1835, 1837 und 1839 war er Kämmerer im Perry County.
Bei den Kongresswahlen des Jahres 1846 wurde Ritchey im 13. Wahlbezirk von Ohio in das US-Repräsentantenhaus in Washington, D.C. gewählt, wo er am 4. März 1847 die Nachfolge von Isaac Parrish antrat. Bis zum 3. März 1849 konnte er zunächst eine Legislaturperiode im Kongress absolvieren. Diese war anfangs noch von den Ereignissen des Mexikanisch-Amerikanischen Krieges geprägt. Bei den Wahlen des Jahres 1852 wurde er im elften Distrikt seines Staates erneut in den Kongress gewählt, wo er am 4. März 1853 George H. Busby ablöste. Bis zum 4. März 1855 konnte er eine weitere Amtszeit im US-Repräsentantenhaus verbringen, die von den Ereignissen im Vorfeld des Bürgerkrieges bestimmt war.
Nach seiner Zeit im Kongress betätigte sich Thomas Ritchey wieder in der Landwirtschaft. Er starb am 9. März 1863 in Somerset.